# Holzbach (Simmerbach)
Der Holzbach ist ein 3,0 km langer, südöstlicher und linker Zufluss des Simmerbachs. Er fließt in der Simmerner Mulde im rheinland-pfälzischen Rhein-Hunsrück-Kreis und verläuft dabei gänzlich im Naturpark Soonwald-Nahe.

## Geographie

### Verlauf
Der Holzbach entspringt in auf einer Höhe von 395 m ü. NHN in einem Feld am westlichen Rand der gleichnamigen Ortsgemeinde.
Der Bach fließt in westnordwestlicher Richtung in der Flur In der Mäwies zunächst   durch Ackerland und dann durch eine Naßbrache am südlichen Ortsrand des Dorfes entlang. Bei der Flur Auf der Lehmkaul wird er südöstlich einer Wochenendhäusersiedlung auf seiner linken Seite von dem aus dem Süden kommenden Rehlsbach gestärkt.
Der Holzbach läuft dann in der Flur In der Holzbach am östlichen Rande eine Mischwaldes nord-nordwestwärts durch Felder und Wiesen. Nordöstlich eines kleinen Eichen-Buchenmischwalds dreht er mehr und mehr nach Nordwesten ab und zieht dann südlich des Heiligerbergs durch die Fluren An den Aspen und Oberste Holzbach. Westlich der Flur Im Gebück biegt er nach West-Südwesten ab, durchfließt dann  die Flur In der Holzbach und erreicht danach den Ortsrand der Wohngemeinde Ohlweiler.
Er passiert das Dorf, unterquert dabei noch die K 18 und mündet schließlich auf 317 m Höhe in den dort etwa von Nordosten kommenden Nahe-Zufluss Simmerbach.
Der 2,98 km lange Lauf des Holzbachs endet etwa 78 Höhenmeter unterhalb seiner Quelle, er hat somit ein mittleres Sohlgefälle von ungefähr 26 ‰.

### Einzugsgebiet
Das 3,63 km² große Einzugsgebiet Holzbachs liegt in der Simmerner Mulde und wird durch ihn über den Simmerbach, die Nahe und den Rhein zur Nordsee entwässert.
Es grenzt
- im Osten an das Einzugsgebiet des Reichenbachs, der in den Simmerbach mündet
- im Südosten an das des Brühlbachs, der über den Lametbach in den Simmerbach entwässert
- und im Südwesten an das des Verschbachs, der ebenfalls ein Zufluss des Simmerbachs ist.

Das Einzugsgebiet ist in den höheren Lagen zum Teil bewaldet, ansonsten dominiert Ackerland.

### Zuflüsse
- Rehlsbach (links), 0,7 km, 0,99 km²